# Buddy and the Juniors
Buddy and the Juniors è un album di, Buddy Guy, Junior Mance e Junior Wells, pubblicato dalla Blue Thumb Records nel 1970. Il disco fu registrato il 18 dicembre 1969 al Vanguard Studios di New York (Stati Uniti).

## Tracce
Lato A
1. Takin' Bout Women Obviously – 9:50 (Buddy Guy, Junior Wells)
2. A Motif Is Just a Riff (Riffin') – 7:27 (Buddy Guy)
3. Buddy's Blues – 3:25 (Buddy Guy)

Lato B
1. Hoochie Coochie Man – 5:17 (Willie Dixon)
2. Five Long Years – 5:50 (Eddie Boyd)
3. Rock Me Mama – 5:35 (Arthur Crudup)
4. Ain't No Need – 4:28 (Junior Wells)

## Musicisti
- Junior Wells - armonica, voce
- Buddy Guy - chitarra acustica, voce
- Junior Mance - pianoforte